# مخطط تبادلي
في الرياضيات وخاصة في نظرية التصنيف، المخطط التبادلي هو مخطط الكائنات (يعرف أيضًا باسم الرؤوس) وانخفاضات الأشكال (تعرف أيضًا باسم الأسهم أو الأضلاع) وفيه تؤدي جميع المسارات المتجهة في المخطط من نفس نقاط البداية والنهاية إلى نفس النتيجة من حيث البنية. تلعب المخططات التبادلية دورًا هامًا في نظرية التصنيف كذلك الذي تلعبه المعادلات في الجبر (انظر بر ويلز (Barr-Wells)، القسم 1.7).
لاحظ أن المخطط قد لا يكون تبادليًا، أي أن تركيب المسارات المختلفة في المخطط لا يعطي نفس النتيجة. للتوضيح، يمكن استخدام عبارات مثل «هذا المخطط التبادلي» أو «المخطط يتبادل».

## أمثلة
في المخطط التالي الذي يعبر عن نظرية التماثل الأولى، فإن التبادلية تعني أن {\displaystyle f={\tilde {f}}\circ \pi }:
فيما يلي مربع تبادلي عام فيه {\displaystyle h\circ f=k\circ g}

### الرموز
في نصوص الجبر، يمكن الإشارة إلى نوع انحفاظ الشكل باستخدام الأسهم بأشكال مختلفة فيشار إلى: انحفاظ الأشكال الأحادية باستخدام {\displaystyle \hookrightarrow }، والأشكال المقطوعة باستخدام {\displaystyle \twoheadrightarrow }, والأشكال المتماثلةباستخدام {\displaystyle {\overset {\sim }{\rightarrow }}}. يمثل السهم المتقطع عادة الادعاء بأن انحفاظات الأشكال المشار إليها توجد طالما استمر بقية المخطط. وهذا أمر شائع في كثير من الأحيان بما يكفي لأن تكون النصوص لا تفسر معاني أنواع مختلفة من الأسهم.

## التحقق من التبادلية
تكون التبادلية منطقية في شكل مضلع بأي عدد محدود من الأضلاع (بما في ذلك ضلع أو ضلعان فقط)، بينما يكون المخطط تبادليًا إذا كان كل مخطط فرعي مضلع الشكل تبادليًا أيضًا.

## تتبع المخطط
تتبع المخطط هو إحدى وسائل البراهين الرياضية المستخدمة خاصة في الجبر التماثلي. بالنسبة للمخطط التبادلي، فإن البرهنة باستخدام تتبع المخطط تتطلب الاستخدام الرسمي لخصائص المخطط، مثل الخرائط التباينية أو الشمولية، أو التسلسلات الدقيقة. حيث يؤسس القياس المنطقي، ويكون رسم المخطط مجرد وسيلة بصرية مساعدة. ويترتب على ذلك أن ينتهي الأمر إلى «تتبع» عناصر حول المخطط، حتى يتم إنشاء العنصر أو النتيجة المطلوبة أو التحقق منها.
من الأمثلة على البراهين باستخدام تتبع المخطط تلك التي تعطى في البرهان اللمي الخامس والبرهان اللمي على شكل الحية والبرهان اللمي المتعرج والبرهان اللمي التاسع.

## المخططات كدوال
يمكن تفسير المخطط التبادلي في التصنيف C باعتباره دالة من فهرس التصنيف، J إلى C; يطلق على الدالة المخطط..
بشكل رسمي أكثر، يعد المخطط التبادلي تصويرًا لمخطط مفهرس بواسطة تصنيف مرتب جزئيا:
- ترسم عقدة كل كائن في فهرس التصنيف،
- يرمز السهم لإنشاء مجموعة من انحفاظات الشكل،
إزالة خرائط الهوية وانحفاظات الشكل التي يمكن التعبير عنها بشكل تركيبات،
- تتوافق تبادلية المخطط (المساواة بين التركيبات المختلفة من الخرائط والكائنين) مع تفرد الخريطة بين الكائنين في التصنيف المرتب جزئيًا.

وبالعكس، يحدد المخطط التبادلي التصنيفات المرتبة جزئيًا:
- فالكائنات هي العقد،
- هناك انحفاظات للشكل بين أي كائنين وفقط إذا كان هناك مسار (موجه) بين العقد،
- العلاقة التي تتفرد بها هذه الانحفاظات (ويعرف أي تركيب للخرائط حسب مجالها، والهدف: وهو ما يطلق عليه اسم البديهيات).

ومع ذلك ليس كل مخطط تبادليًا بالضرورة (ففكرة المخطط تعمم بشدة المخطط التبادلي): وفي أبسط الأشكال، فإن مخطط الكائن الفردي الذي يتضمن شكلاً بلوريًا ({\displaystyle f\colon X\to X})، أو يتضمن سهمين متوازيين ({\displaystyle \bullet \rightrightarrows \bullet }، تمثل {\displaystyle f,g\colon X\to Y})، يطلق عليها في بعض الأحيان الشكل الحر)، كما هو الحال في تعريف المتكافئ لا يحتاج إلى تبادل. علاوة على ذلك، فإن المخططات قد تكون غير مرتبة أو يستحيل رسمها وذلك عندما تكون الكائنات أو احتفاظات الشكل كبيرة (أو حتى غير محدودة).

## وصلات خارجية
- Diagram Chasing at موقع ماثوورلد
- WildCats is a category theory package for ماثماتيكا. Manipulation and visualization of objects, تطبيق محافظ على الشكلs, categories, مدلال (رياضيات)s، natural transformations.